# Cuore oscuro
Cuore oscuro (Uprooted) è un romanzo high fantasy del 2015 della scrittrice statunitense Naomi Novik.

## Trama
Agnieszka è una diciassettenne che vive in un piccolo villaggio del regno di Polnya. Il villaggio è circondato da un Bosco spettrale, che si estende in continuazione inglobando tutto ciò che lo circonda. L'unico in grado di contrastare i poteri del Bosco è un mago solitario conosciuto solo con il nome "Il Drago". 
Come ricompensa dei suoi servizi il Drago chiede ogni dieci anni di portare con sé nella sua torre una ragazza di diciassette anni. Lo scopo e il destino di questa ragazza sono ignoti, ma tutti sono praticamente certi che la malcapitata sia destinata a una fine orribile.
Il giorno della scelta tutti sono convinti che la scelta del Drago ricadrà sulla bellissima Kasia, migliore amica di Agnieszka, ma sorprendentemente il mago sceglie proprio Agnieszka.
Per Agnieszka è l'inizio di una lunga serie di avventure.

## Premi e riconoscimenti
- Premio Nebula per il miglior romanzo nel 2016
- Premio Locus per il miglior romanzo fantasy nel 2016
- Mythopoeic Awards nel 2016
- Finalista al Premio Hugo per il miglior romanzo nel 2016

## Edizioni
- Naomi Novik, Cuore oscuro, Chrysalide, Mondadori, 2017,  p. 432, ISBN 978-88-04-67885-4.